# 金子辰雄
金子 辰雄（かねこ たつお、1930年3月8日 - ）は、元NHKアナウンサー。

## 経歴
東京都大森区（現：大田区）出身、早稲田大学法学部を卒業後、1951年にNHK入局。札幌、福岡等に勤務。
現役時代は、1970年4月から17年間にわたって『NHKのど自慢』の司会を務めた。金子の司会就任前の『のど自慢』は超低迷期にあり、東西分裂や地域別放送など、試行・模索が続いていたが、金子の司会就任により全国統一され、現在に至る人気を確立した。出場者同士の仲人や赤ちゃんの名付け親になったこともある。
また、NHK紅白歌合戦の特典集計センター担当、テレビ中継、ラジオ中継にも長年に亘り携わり、第23回（1972年）から第41回（1990年）まで、毎年途切れる事なくこの内の何れかの役割を担当し続けた。また後述の定年退職後も、第45回（1994年）にもラジオ中継を担当した。
1990年3月の定年退職後もNHKのラジオ音楽番組で司会を数多く務めており、80歳になっても現場に立っていたが、2011年3月に勇退した。

## 出演番組
- 危険信号
- 午後のダイヤル「ミュージック・カレンダー」
- なぞの招待席
- クイズジョッキー
- NHKのど自慢（1970年8月30日 - 1987年4月5日）- 司会
- NHK紅白歌合戦（第23回（1972年） - 得点集計センター担当、第24回（1973年）、第26回（1975年）、第27回（1976年）、第28回（1977年）、第29回（1978年）、第30回（1979年）、第31回（1980年）、第34回（1983年）、第37回（1986年） - テレビ中継実況担当、第25回（1974年）、第32回（1981年）、第33回（1982年）、第35回（1984年）、第36回（1985年）、第38回（1987年）、第39回（1988年）、第40回（1989年）、第41回（1990年）、第45回（1994年） - ラジオ中継実況担当）
- はつらつスタジオ505
- 歌の散歩道（木曜日司会、ラジオ第1）
上記のとおり2011年3月いっぱいをもって勇退の予定であったが、実際には同月11日に発生した東日本大震災の影響で以降の放送がなくなり、81歳になった直後の震災前日が最後の出番となった。
- 10代とともに

## 出演CM
- 味ごのみGOLD（ブルボン）

## 出演映画
- のど自慢（1999年） - 本人役

## 著書
- 『上手な話し方教室』日本文芸社, 1977.3
- 『ふれあい2000万人の「のど自慢」』講談社, 1988.8
- 『心がかよう会話術 35万人に教えられた人づきあいの極意』(Just books) 河出書房新社, 1997.1